# King Sound

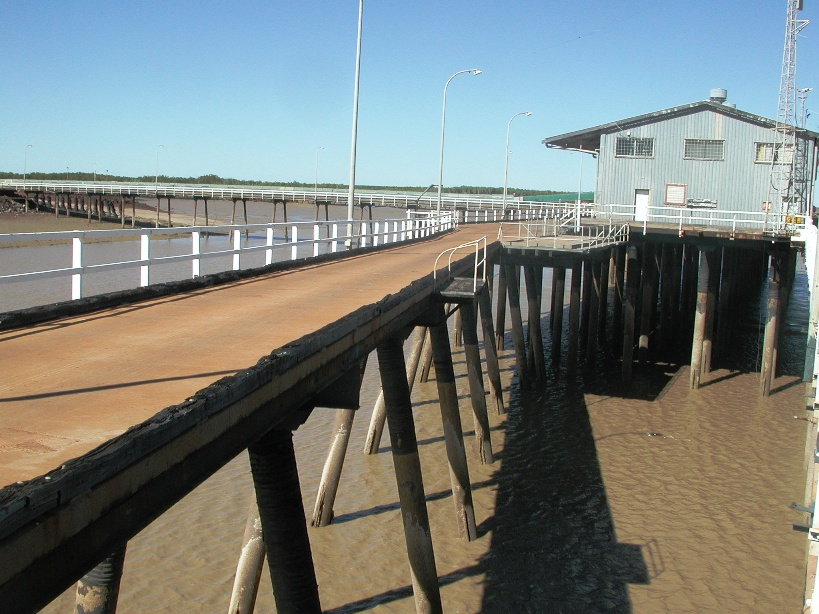
Marea baja en el muelle de Derby

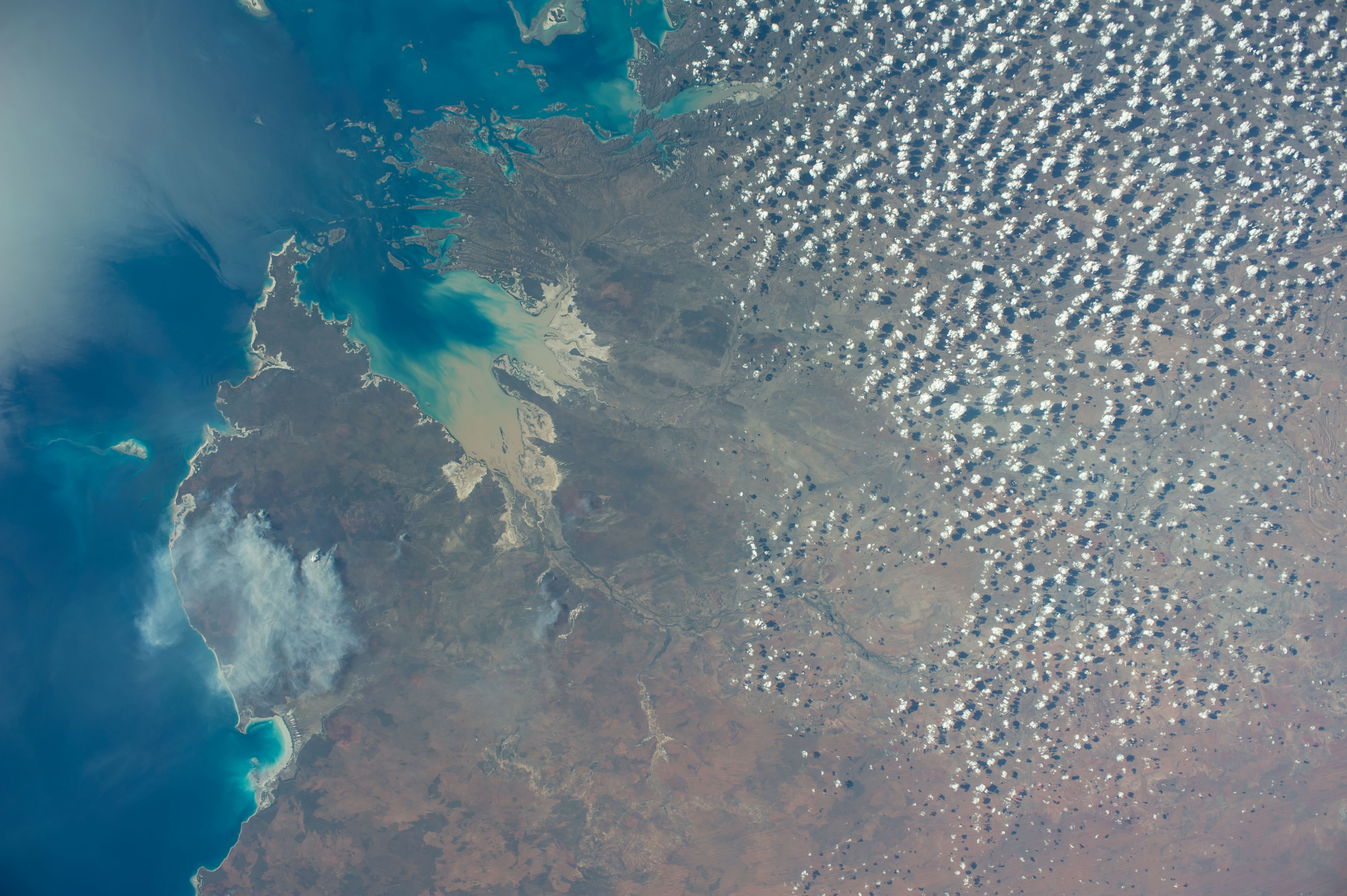
El King Sound desde la International Space Station

El King Sound  es un amplio golfo de Australia que abre sobre el océano Índico, localizado en la costa septentrional de Australia Occidental, en la región de Kimberley.

## Geografía
El King Sound se expande desde la desembocadura del río Fitzroy —uno de los cursos de agua más grandes de Australia— y tiene aproximadamente 120 km de largo y promedia unos 50 km de ancho. El King Sound está bordeado, al este, por los grupos de islas del archipiélago Buccaneer, y al oeste, por el cabo Leveque . La pequeña ciudad portuaria de Derby (3325 hab. en 2016) se encuentra cerca de la desembocadura del río Fitzroy en la costa oriental del golfo. El King Sound tiene las mareas más altas de Australia, y una de las más altas del mundo, alcanzando un amplitud máxima de 11.8 metros en Derby.  La amplitud  mareal y la dinámica del agua se investigaron en 1997-1998.
Otros ríos que desembocan en el golfo son los ríos Lennard (180 km), Meda (88 km), Robinson (107 km) y May (69 km).

## Historia
Los propietarios tradicionales y los habitantes originales de la zona son los aborígenes australianos, los pueblos Nimanburu, Njulnjul y Warwa.
El primer europeo en explorar el golfo fue el inglés William Dampier, quien visitó la región a bordo del Cygnet en 1688.
Phillip Parker King reconoció la costa en 1821 y nombró el área como bahía Cygnet.
El área fue visitada más tarde por John Stokes y John Wickham  a bordo del HMS Beagle en 1838. El golfo lleva el nombre del destacado topógrafo, Philip Parker King.
En la década de 1880 fue uno de los sitios en los Kimberleys de una fiebre del oro de corta duración.